# Manuel Haro
Manuel Haro Ruiz (Sevilla, 17 april 1931 – 19 oktober 2013) was een Spaans voetballer die als aanvaller speelde.
Haro speelde voor Sevilla FC, Real Jaén, Real Mallorca, Levante UD, Real Valladolid en Cádiz CF.